# Даннелл (город, Миннесота)
Даннелл (англ. Dunnell) — город в округе Мартин, штат Миннесота, США. На площади 1 км² (1 км² — суша, водоёмов нет), согласно переписи 2002 года, проживают 197 человек. Плотность населения составляет 201,5 чел./км².
- Телефонный код города — 507
- Почтовый индекс — 56127
- FIPS-код города — 27-17180[1]
- GNIS-идентификатор — 0642983[2]